# لويد ر. ويلش
لويد ر. ويلش (بالإنجليزية: Lloyd R. Welch)‏ هو رياضياتي وأستاذ جامعي وعالم حاسوب أمريكي، ولد في 28 سبتمبر 1927 في ديترويت في الولايات المتحدة.